# Chilicola cupheae
Chilicola cupheae is een vliesvleugelig insect uit de familie Colletidae. De wetenschappelijke naam van de soort is voor het eerst geldig gepubliceerd in 1905 door Schrottky.